# Concerto per viola e orchestra (Bartók)
Il Concerto per viola e orchestra, Sz. 120, è una composizione di Béla Bartók.

## Storia
Nel gennaio 1945, cinque anni dopo il suo trasferimento negli Stati Uniti per sottrarsi all’orrore della guerra e della barbarie nazista, Béla Bartók stava ancora lavorando al suo Terzo concerto per pianoforte quando ricevette la richiesta da parte del violista scozzese William Primrose di scrivere un concerto per il suo strumento. Nonostante la salute già alquanto malferma, il compositore aderì di buon grado alla richiesta del committente e incominciò a mettere sul pentagramma i primi abbozzi della futura opera. Probabilmente era affascinato dall’idea di comporre un’opera impegnativa per uno strumento come la viola che, salvo pochi grandi compositori contemporanei come Paul Hindemith e William Walton, non era preso molto in considerazione, al punto da indurre lo stesso Primrose a definirlo come “uno strumento in pensione”. Poco tempo dopo aver accolto la richiesta, Bartók si procurò la partitura de l’Aroldo in Italia di Hector Berlioz; forse era sua intenzione prendere a modello l’opera del grande musicista francese al fine di scrivere una composizione che si fosse discostata alquanto dal classico concerto per strumento solista e orchestra. 
Nel mese di settembre, Bartók scrisse a Primrose per comunicargli che il Concerto per viola era stato già schizzato: «Resta solo da scrivere la partitura orchestrale (l’orchestrazione sarà piuttosto trasparente), la qual cosa non è più che un lavoro meccanico […] Se non succede niente, la finirò in cinque o sei settimane e potrò allora inviarvi una copia di questa partitura nella seconda quindicina di ottobre e, qualche settimana più tardi una o più copie della riduzione per pianoforte».
Purtroppo, il 26 settembre Bartók si spense al West Side Hospital di New York dove era stato ricoverato d’urgenza quattro giorni prima a causa del repentino aggravarsi delle sue condizioni di salute. Il Concerto per viola rimase perciò incompiuto. L’arduo incarico di portare l’opera a compimento fu assunto da un devoto allievo di Bartók, il pianista ungherese Tibor Serly che già aveva provveduto a completare le ultime 17 battute del Terzo concerto per pianoforte e orchestra. 
Serly poté iniziare a lavorare sulla partitura solo nel 1947, due anni dopo la morte del suo maestro. Il 2 dicembre 1949, il Concerto per viola fu eseguito dall’Orchestra Sinfonica di Minneapolis diretta da Antal Doráti, con Primrose nel ruolo di solista; la partitura così come rimaneggiata da Serly fu pubblicata l’anno successivo.
Nel manoscritto originale di Bartók, la parte della viola solista è scritta dal principio alla fine dal compositore medesimo; là dove Serly ha dovuto fare quasi tutto da solo è nell’orchestrazione; è curioso, tuttavia, che in alcune parti dove il compositore aveva lasciato talune annotazioni Serly non se ne sia servito; ad esempio nella parte introduttiva del concerto da parte della viola si legge l’annotazione timp.; benché questa parte possa essere facilmente eseguita su timpani in tempo moderato, Serly ha inserito al loro posto il pizzicato di violoncelli e contrabbassi.

## Struttura
Nel suo lavoro di compimento dell’opera, Serly ha articolato il concerto come un lavoro di carattere virtuoso suddiviso in tre movimenti. Rispetto al quasi contemporaneo Terzo concerto per pianoforte, quello per viola si distingue soprattutto per il tono grave e austero della parte solistica (di cui Bartók sfrutta in prevalenza i registri inferiori) che contrasta con la luminosità e l’aereo splendore dell’opera precedente. La tematica, «incisiva all’inizio, poi di un lirismo pungente, alle volte impressa di tenerezza languida nel movimento centrale, infine vivace e campestre con i suoi ritornelli di cornamuse nel finale, si sviluppa con una serena unità, non cercando più di creare forti opposizioni come nella maggior parte delle altre opere».
Nel primo movimento (Moderato - Lento parlando) la forma sonata è trattata liberamente, con alcune particolarità come l’attacco della ripresa affidato al flauto e al corno, ma non alla viola; il successivo movimento reca l’indicazione Adagio religioso, apposta non dall’autore ma da Serly forse per analogia con il secondo movimento del Terzo concerto per pianoforte. Massimo Mila osserva come in ognuno dei due adagi a metà strada «si apre un episodio più agitato, che costituisce una patetica ed emozionante rievocazione di quei fremiti, di quelle agitazioni e di quei tumulti della vita intensa che pulsavano nel Quarto e Quinto Quartetto, o nella Musica per archi, percussione e celesta. L’episodio è specialmente commovente nel Concerto per viola, che in genere è di una sfumatura più dolente che il sereno Concerto per pianoforte. Lo strumento solista è giunto, con una specie di rincorsa, a un alto lamento lungamente sostenuto (piangendo, è indicato nella parte); e sotto le ripetizioni della sua semplice, nuda invocazione si sviluppa un formicolio di suoni, un tremolo d’archi, attraversato da brevi lampi, brividi timbrici che guizzano più o meno acuti, ripetendo il fenomeno di fosforescenza sonora tipico delle musiche della notte».
Dall’Adagio si trapassa nel finale (Allegro vivace) con una coda ritmicamente accentuata. Questo rondò con il suo tema in sedicesime che si rigira ininterrottamente è una delle caratteristiche più spiccate del linguaggio orchestrale di Bartók ispirata al folclore popolare ungherese.
Secondo Giacomo Manzoni, il Concerto per viola «rimane in ogni senso una pagina degna di Bartók, che per distensione lirica e nell’insieme del linguaggio armonico e melodico può essere paragonata al Terzo concerto per pianoforte».